# جيسيكا سولا
جيسيكا سولا (مواليد 3 مايو 1994) هي ممثلة ويلزية، أشتهرت لدورها في فيلم انقسام.

## روابط خارجية
- جيسيكا سولا على موقع IMDb (الإنجليزية)
- جيسيكا سولا على موقع ميتاكريتيك (الإنجليزية)
- جيسيكا سولا على موقع روتن توميتوز (الإنجليزية)
- جيسيكا سولا على موقع ألو سيني (الفرنسية)
- جيسيكا سولا على موقع أول موفي (الإنجليزية)
- جيسيكا سولا على موقع قاعدة بيانات الفيلم (الإنجليزية)
- جيسيكا سولا على موقع كينوبويسك (الروسية)